# モンテ・キフィン
モンテ・キフィン（Monte Kiffin、1940年2月29日 - 2024年7月11日）は、アメリカ合衆国ネブラスカ州レキシントン出身のアメリカンフットボール指導者。優れたディフェンスコーディネーターとして知られており、NFL史上でも優れたディフェンスコーディネーターとして知られている。彼が考案したタンパカバー2と呼ばれるディフェンスはNFLやカレッジフットボールに大きな影響を与えた。

## 経歴
1959年から1963年まで彼はネブラスカ大学でオフェンスタックル及びディフェンスタックルとしてプレーした。1965年にはCFLのウィニペグ・ブルーボマーズでディフェンスタックルとしてプレーした。翌1966年にネブラスカ大学にアシスタントコーチとして帰ってきた彼は1977年にアーカンソー大学に移った。そして1980年にノースカロライナ州立大学のヘッドコーチに就任した。彼の長いコーチ歴の中でヘッドコーチを務めたのは1980年から1982年までのノースカロライナ州立大学のみである。1982年までの3年間で16勝17敗の成績を残し、1983年からはNFLのグリーンベイ・パッカーズ、バッファロー・ビルズ、ミネソタ・バイキングス、ニューヨーク・ジェッツ、ニューオーリンズ・セインツなどでのアシスタントコーチを経て1996年にタンパベイ・バッカニアーズのディフェンスコーディネーターに就任した。2001年シーズンを最後にトニー・ダンジーヘッドコーチがチームを去った後、ジョン・グルーデン新ヘッドコーチの下でもディフェンスコーディネーターを務め第37回スーパーボウルで最優秀攻撃選手に選ばれたQBリッチ・ギャノン率いるシーズン1位のオフェンス力を持つオークランド・レイダースに対して効果的なディフェンスで対応しチームのスーパーボウル制覇に大きく貢献した。2008年シーズン終盤、その年オークランド・レイダースのヘッドコーチを解任された息子のレーン・キフィンがテネシー大学ヘッドコーチに就任することが決まり彼がチームを離れテネシー大学に行くのではといった噂が流れた。9勝3敗だったチームは最後の4試合を連敗し9勝7敗に終わりチームはプレーオフ出場を逃した。
NFLのコーチとして26年間、そのうち13年間タンパベイ・バッカニアーズのディフェンスコーディネーターを務めた彼は2009年、テネシー大学で息子のレーン・キフィンの下でディフェンスコーディネーターを務めた。彼の指導したディフェンスはNFLのベスト10に10回入っている年俸120万ドルとアシスタントコーチとしてはカレッジフットボール最高の契約を結んでいる。バッカニアーズ時代には年俸200万ドルを受け取っていた。2010年よりピート・キャロルの後任としてUSCヘッドコーチとなった息子と共にUSCに移りディフェンスコーディネーターをしている。
2024年7月11日にミシシッピ州オックスフォードで死去。84歳没。

## 守備哲学
彼の考案したタンパ2はトニー・ダンジーのカバー2を改良したものである。彼はスピードのある選手の起用を重視ししばしばラインバッカーにディフェンスバックの選手をディフェンスラインにラインバッカーの選手をプレーさせた。またサイズが大きいけれども素早い動きのできるディフェンスラインマンを起用してランストップを行わせた。相手のオフェンスにヤードを稼がせないことよりも得点されないことを重視した。ボールキャリアからボールを奪うプレーやインターセプトによるターンオーバーを増やすことを重視した。